# 오순이
오순이(吳順伊, 1966년 12월 24일 ~ )는 대한민국의 동양화 구족화가이다. 3살때 경남 마산 집 근처 철로변에서 친구들과 놀다 열차에 치여 두팔을 잃은 뒤 초등학교 ４학년 때 미술 선생님의 도움으로 동양화를 그리기 시작해 단국대학교 동양학과를 수석으로 졸업하고 타이완 중화미술원을 유학하였다.
2004년 2학기 단국대학교 동양화전공 초빙교수로 임용되었고 2006년 단국대학교 예술대학 동양화과 전임교수가 되었다. 두 발로 그림을 그려온 구족화가로 언론의 주목을 받아 화제가 되었다.

## 경력
- 2006년 단국대학교 동양화과 전임교수
- 2006년 구족화가협회 회원
- 2010년 제5회 대한민국장애인문화예술 대상

## 수상
- 1985년 전국남녀고교 미술실기대회 사군자부문 최우수상